# Arwidssonia loiseleuriae
Arwidssonia loiseleuriae är en svampart som beskrevs av B. Erikss. 1974. Arwidssonia loiseleuriae ingår i släktet Arwidssonia och familjen Hyponectriaceae.   Inga underarter finns listade i Catalogue of Life.